# لافونتي ألكنترا
إميليو لافْوَنْتي أَلْكَنَْتَرَا (بالإسبانية: Emilio Lafuente Alcántara)‏ Emilio Lafuente Alcántara ( 1242 - 1293 هـ / 1827 - 1876 م ) هو مستشرق إسباني، من أهل مالقة.
من آثاره: «أخبار مجموعة في فتح الأندلس وذكر أمرائها والحروب الواقعة بينهم» بالعربية والإسبانية و «كتابات عربية في تاريخ غرناطة».